# Kabelbaan van Dinant
De kabelbaan van Dinant (Frans: Téléphérique de Dinant) is een kabelbaan om de Citadel van Dinant te bereiken. Het benedenstation bevindt zich op het einde van een doodlopende straat, aan de voet van de Collegiale kerk Onze-Lieve-Vrouw van Dinant. De kabelbaan dateert uit 1956 en werd gebouwd door de firma Pohlig uit Keulen. Ze werd in 1997 gerenoveerd. Het gebruik van de kabelbaan is inbegrepen in het toegangsticket voor de citadel.

## Idee
De financiering van de kabelbaan gebeurde door de Belgische staat. In de aanloop naar de wereldtentoonstelling Expo 58 verzocht de staat de steden projecten in te dienen voor de toeristische ontsluiting van Belgische steden en streken die de bezoekers van de wereldtentoonstelling zouden aanmoedigen een bezoek aan België te verlengen met bijkomende dagen op andere locaties. De steden Hoei en Dinant dienden beide een project in met kabelbaan, nog ongezien in België op dat moment. Het project werd weerhouden, en Dinant kreeg zijn kabelbaan. 

## Bouw
Het dalstation bevindt zich op een hoogte van 100 meter, het bergstation op circa 250 m. De kabelbaan overbrugt zonder pylonen een hoogte van ca. 150 meter of het equivalent van een beklimming die naast stijgende stroken onder meer ook 408 treden omvat.
De draagkabel heeft een diameter van 38 mm, de trekkabel van 19 mm.

## Renovatie
In 1997 werden de oorspronkelijke grijze cabines vervangen door twee cabines van de Zwitserse leverancier Gangloff met grote panoramische ramen en een beschildering in blauw en wit. Automatisatie maakt mogelijk dat geen conducteur meer meerijdt wat plaats maakt voor bijkomende bezoekers en spaart op de exploitatiekost. Toegangshekjes laten enkel het maximum van zeventien bezoekers per traject toe, of 1.360 kg. Ook deuren openen en sluiten automatisch, de kabelbaan kan bediend worden door een enkele medewerker in het bergstation. De renovatie van 1997 kostte 20 miljoen Belgische frank, een kleine 500.000 euro.
De kabelbaan waarvan de trekkabel en cabines een snelheid van 3,5 m/s halen laten toe 340 personen per uur per richting te vervoeren